# قبارية
الفصيلة القبّارية أو الكَبَريَّة أو كبار أو آصف أو شوك الحمار أو الكبريات (الاسم العلمي: Capparaceae) هي إحدى الفصائل النباتية المنتمية إلى رتبة الكرنبيات من ذوات الفلقتين. من أهم نباتاتها القبار والسرح (باللاتينية: Cadaba).